# Ї-ван I
Ї-ван (кит. трад.: 懿王; піньїнь: Yi) — 7-й ван давньокитайської держави Чжоу, син Ґун-вана.

## Правління
Період правління Ї-вана погано задокументований. Перший рік його правління відзначився сонячним затемненням, що мало місце 21 квітня 899 року до н. е. Спадкоємцем престолу по смерті Ї став його дядько Сяо-ван. Джерела вказують на те, що Ї-ван передав владу своєму дядькові не з власної волі, а через примус.